# 后施米丁
后施米丁，或纯音译作欣特施米丁，是德国巴伐利亚州的一个市镇。总面积21.04平方公里，总人口2539人，其中男性1249人，女性1290人（2011年12月31日），人口密度121人/平方公里。